# Wayne Enterprises
La Wayne Enterprises (ex WayneCorp) è un'azienda immaginaria nell'Universo DC, di proprietà di Bruce Wayne e diretta dal suo manager industriale, Lucius Fox. Fu fondata da un mercante antenato della famiglia Wayne nel XVII secolo. In aggiunta a fornire un'entrata per Wayne, le varie attività dell'organizzazione aiutano a facilitare le sue attività notturne come Batman. La Wayne Enterprises, insieme alla LexCorp, è la multinazionale più potente dell'universo DC.

## Storia della compagnia
Situata a Gotham City, la WayneCorp fu fondata nel XVII secolo come una casa mercantile e divenne una delle dieci più grandi industrie multinazionali più potenti al mondo. Oggi, la WayneCorp continua ad essere eccellente internazionalmente nel campo del settore industriale e del mercato, impiegando qualcosa come 170.000 dipendenti in 170 paesi. Secondo la rivista Forbes è 11 su 25 nella lista delle aziende inventate più ricche con 200,5 miliardi di dollari. L'amministratore delegato attuale e Presidente, Bruce Wayne, è un appassionato di modernizzazione e continua ad incrementare il business nel settore finanziario e nelle tecnologie a fascia alta.

## Branche

### Wayne Technologies
La Wayne Technologies, anche nota come WayneTech, è la più grande divisione della Wayne Enterprises. Si occupa del ritrovamento e della ricerca della tecnologia aliena. La sua rivale principale fu la LexCorp, prima che le sue attività venissero liquidate e Wayne se le comprasse. La sussidiaria è spesso utilizzata da Batman come mezzo per acquisire nuove tecnologie, o per utilizzare le strutture medicinali.
Altre sussidiarie della WayneTech includono: la Holt Holdings Inc. (compagnia precedentemente posseduta da Michael Holt (Mister Terrific), la Wayne Biotech, la Wayne Pharmaceutical e la Wayne Healthcare, che si occupa dell'intero sistema sanitario di Gotham.
Di recente, Talia al Ghul riuscì in segreto ad acquistare sufficienti azioni da acquisire questa divisione e le Kord Industries.

#### Wayne Biotech
La Wayne Biotech è la compagnia responsabile in gran parte del sistema sanitario di Gotham City. La stessa compagnia è un fabbricato per la ricerca e lo sviluppo di nuove procedure e sistemi medici, e in più serve da luogo per il tirocinio di un gran numero di persone ogni anno. La Wayne Chemicals e la Wayne Pharmaceutical lavorano a stretto contatto con la Wayne Biotech per sviluppare le medicine e gli antidoti per le diverse malattie.
La ricerca corrente alla Wayne Biotech è concentrata sul ritrovamento della cura contro il cancro. Dato che il genoma umano non è ancora stato sbloccato, la Wayne Biotech studia la clonazione al fine di produrre organi per trapianti futuri. La compagnia si occupa anche della ricerca per i metodi di chirurgia applicata al cervello, la lotta contro l'AIDS e l'HIV, e la chirurgia plastica ricostruttiva. Batman utilizza la Wayne Biotech come strumento di ricerca per trovare le informazioni mediche, storie dei vari pazienti e le informazioni sulle malattie.

#### Wayne Foods
La Wayne Foods è una sussidiaria poco nota della Wayne Enterprises, il cui edificio si trova nel centro di Gotham City. Alla ditta fu dato inizio nel 1872 da un immigrante irlandese, Patrick Toole, sotto il nome di Toole & Sons Food Merchants. Il lavoro fu un successo nell'importazione dei prodotti irlandesi che potevano essere venduti nell'economia statunitense ad un prezzo maggiore. Nel 1905, ci furono 5 negozi Toole & Sons Food Merchants sparsi in tutta Gotham. Patrick Toole morì all'età di 72 anni nel 1919, lasciando l'attività al suo figlio più grande, Thomas Toole. Thomas riuscì ad espandere l'attività a tutti gli Stati Uniti; tuttavia, lo scoppio della guerra in Europa nel 1914 ebbe un grave impatto sugli scambi tra l'Irlanda e Gotham. Alla fine della guerra nel 1918, la Toole & Sons Food Merchants fu vicina alla bancarotta. Thomas, incapace di portare avanti l'eredità di suo padre, si suicidò nel 1922 all'età di 43 anni. Il fratello più giovane, Rory, prese in mano le redini della società e immediatamente la vendette in cambio di una liquidazione.
La compagnia fu acquisita nel 1925 dalla famiglia Wayne, che volle preservare un retaggio importante della storia di Gotham. L'azienda ritornò in utile in meno di un anno, e verso la fine della seconda guerra mondiale, i negozi Toole & Sons controllava oltre il 60% della consegna di cibo della città. Tutto ciò fu ottenuto diversificando la gamma di prodotti e aprendo nuovi esercizi fuori dall'Irlanda e all'interno degli Stati Uniti. Quest'azienda cambiò il proprio nome in Wayne Foods nel 1956.
Oggi, la Wayne Foods si concentra sul mercato ad ampia fascia e in particolare sui beni. Anche se non possiede più la dominanza che aveva in Gotham dalla fine degli anni cinquanta fino a metà degli anni ottanta, la Wayne Foods continua a generare utili rilevanti per la Wayne Enterprises.

### Wayne Shipping
La Wayne Shipping possiede dozzine di trasporti merci e maneggia tre miliardi e mezzo di tonnellate di merci ogni mese. Viene utilizzata da Batman per ottenere una vista interna sul contrabbando e il traffico di droga. Nel 1986, la Wayne Shipping si fuse con la PAAL Ship Corporation, creando la più grande collaborazione per il trasporto navale di metalli preziosi del mondo. L'ex amministratore delegato della PAAL, Andreas Milanic, fece giungere con successo la Wayne Shipping al New York Stock Exchange nel 1988. La famiglia Wayne al momento possiede il 57% della compagnia, insieme al secondo figlio di Milanic, Dragoslav, che ne possiede il 20% (mentre il rimanente 23% è di pubblico dominio). Nonostante una scarsità di investimenti nella Wayne Shipping fin dal giorno della fusione, la compagnia rimane comunque una giocatrice importante nel trasporto oceanico mondiale.

### Wayne Steel
La Wayne è una delle più vecchie acciaierie e raffinerie di metalli di Gotham e fornisce acciaio per le costruzioni navali. Inoltre studia e replica la tecnologia aliena. Ciò portò Batman a privilegiare lo studio della tecnologia e delle leghe. L'alleanza della Wayne Steel con la Marina statunitense e il governo produsse numerosi contratti per la Wayne Enterprises.

### Wayne Yards
La Wayne Yards è la responsabile della costruzione di un enorme numero di navi da guerra, commerciali e private, ed è correntemente impegnata nella costruzione di una portaerei Nimitz a Gotham. Le industrie della Wayne Steel e della Wayne Yards riparano un grande numero di incrociatori e cacciatorpediniere, nonché possiedono contatti all'interno dei più alti gradi della marina e degli affari navali globali.

### Wayne Aerospace
La Wayne Aerospace costruisce lussuosi ed esclusivi aerei privati, aziendali e di linea. La branca di aviazione sperimentale produce e fa ricerche su prototipi di aeroplani per il governo degli Stati Uniti e per la NASA. La branca di aviazione militare disegna e produce jet da combattimento ed elicotteri per la milizia statunitense. I modelli più noti tra questi sono i W-4 Wraight da combattimento e gli elicotteri da attacco Kestrel. La Wayne Aerospace è in competizione con altre aziende aerospaziali statunitensi quali la Ferris Aircraft e la LexAir.

### Wayne Chemicals
La Wayne Chemicals controlla la Wayne Oil, la Wayne Pharmaceuticals e la Wayne Botanical; possiede anche una minima percentuale della Tyler Chemicals, con base a New York City. La Wayne Chemicals e la Wayne Pharmaceuticals sono in primo luogo ditte di ricerca e sviluppo. La Wayne Oil ricerca fonti di carburante alternative a quelle petrolchimica. La Wayne Chemicals fu la prima compagnia a creare un generatore di potenza che andava ad alghe.

### Wayne Industries
La Wayne Industries è una compagnia di ricerca e sviluppo utilizzata per scopi industriali. La compagnia studia, ricerca e sviluppa fissioni meccaniche pulite e impianti nucleari; possiede anche numerose fabbriche e normali aziende, come un'azienda di produzione di macchine e una di confezionamento di abiti. Anche la Wayne Mining è parte della Wayne Industries, insieme alle altre poche centrali elettriche di proprietà della compagnia. La Wayne Mining produce più che altro oro e ricava pietre preziose in Africa.

### Wayne Medical
La Wayne Medical è la sorella della Wayne Biotech, ma ognuna ha un campo differente di studio e di lavoro. La Wayne Medical maneggia più che altro il sistema sanitario di Gotham e studia anche il cancro e l'AIDS insieme alla Wayne Biotech. La Wayne Medical si concentra di più sulla ricerca delle malattie che sulla loro cura. Essa mantiene e dirige numerosi ospedali in Gotham City e aiuta la Wayne Foundation con gli orfanotrofi.

### Wayne Electronics
La Wayne Electronics è un grande consorzio che produce radio portatili, stereo e sistemi Hi-Fi, macchine da presa, macchine fotografiche, dispositivi di misurazione, scanner, equipaggiamenti di sorveglianza, computer e altri dispositivi elettronici. La sua altra branca di lavoro include la tecnologia d'informazione, connessioni con e senza fili, e il sistema d'esplorazione spaziale e i satelliti. Ha anche dei contratti con le industrie aerospaziali, navali e militari.

### Wayne Entertainment
La Wayne Entertainment possiede numerose arene e stadi in Gotham e diede in prestito lo Sommerset Stadium ai Metropolis Monarchs. In più, la Wayne Entertainment ha lavorato in società con numerose agenzie di modellismo e case multimediali, e fornisce un gran numero di contatti ed informazioni. Il giornale del Daily Planet, per esempio, dove lavorano Clark Kent e sua moglie Lois, è gestito dalla Wayne Entertainment. La Wayne Entertainment è in diretta competizione con la WGBS (diretta dalla Galaxy Communications) e la LexCom (diretta dalla LexCorp). Queste compagnie, insieme ad altre compagnie televisive e cine-teatrali, forniscono lo stesso servizio della Wayne Entertainment. Attraverso la Wayne Entertainment, Batman possiede contatti nei media e nell'industria dell'intrattenimento.

## Wayne Foundation
La Wayne Foundation è la compagnia holding per la Thomas Wayne Foundation e la Martha Wayne Foundation. La Wayne Foundation finanzia la ricerca scientifica e aiuta le persone con la ricerca fornendo i luoghi di lavoro e i tirocini.
La Fondazione possiede un suo edificio, chiamato Wayne Foundation Building, che include un attico dove Batman visse per un certo periodo. Possiede anche un ascensore segreto che porta direttamente alla Batcaverna in un sub-seminterrato sotto il palazzo.
Attraverso la Wayne Foundation e le organizzazioni sotto di esse, Wayne non solo rivolge i problemi sociali scoraggiando il crimine e assistendo le vittime nel modo in cui il personaggio di Batman non può, ma l'ubicazione fornisce anche una grande connessione con le opere di carità mondiali. Scoprì anche le nuove tendenze e le nuovissime arti, e nello stesso modo mantenne la connessione con la strada attraverso la mensa dei poveri e gruppi di servizi sociali, con cui aumentò i suoi sforzi di lotta alla criminalità.

### Thomas Wayne Foundation
La Thomas Wayne Foundation è una fondazione per l'aiuto medicinale e medico. Questa fondazione dona premi annuali per l'innovazione e l'impegno costante, simile alla Fondazione Nobel. La Thomas Wayne Foundation è anche responsabile del finanziamento al Thomas Wayne Memorial Clinic a Park Row, l'infame Crime Alley di Gotham. La fondazione finanzia e dirige dozzine di altre cliniche gratuite in tutta la città e in altre città turbolente, come Blüdhaven. La supplente al ruolo di madre per Bruce Wayne, la Dottoressa Leslie Thompkins, dirige il Memorial Clinic di Crime Alley e diresse le altre cliniche una volta lasciata Gotham.

### Martha Wayne Foundation
La Martha Wayne Foundation è la patrona e la fautrice delle arti, delle famiglie, dell'educazione e della tolleranza. La fondazione supporta e aiuta a dirigere un numero di orfanotrofi e scuole pubbliche, e fornisce insegnanti di sostegno a coloro che hanno difficoltà d'apprendimento. Gli artisti possono avvantaggiarsi dei fondi della fondazione per essere supportati nel loro lavoro. La fondazione sponsorizza compagnie come la Family Finders Inc. a Gotham. La Family Finders è un'organizzazione diretta al ritrovamento di persone scomparse e famiglie disperse. La Martha Wayne Foundation sponsorizza e dirige anche dozzine di mense per i poveri in città.

## Altri media

### Universo DCAU
In Batman e Batman - Cavaliere Oscuro, la Wayne Enterprises viene diretta sia da Bruce Wayne che da Lucius Fox. Tentativi di acquisto della compagnia furono eseguiti da compagnie rivali come la Daggett Industries di Roland Daggett. Dopo che l'amministratore delegato della GothCorp, Ferris Boyle, venne arrestato, la Wayne Enterprises aiutò la GothCorp a mantenere intatte le sue attività senza licenziare nessuno. Una volta, la Wayne Enterprises si alleò con la LexCorp per lo sviluppo dei droni scout cibernetici, i Waynelexes, ma Bruce mise fine al contratto dopo che Luthor ne creò numerosi prototipi militari su larga scala, violando la clausola stipulata nel contratto, così come il coinvolgimento della furia omicida del Joker a Metropolis. La Wayne Enterprises assunse anche Arnold Wesker dopo il suo rilascio dal Manicomio di Arkham.
In Batman of the Future, l'anziano Bruce Wayne fu difeso da numerosi azionisti ostili dal sagace industriale Derek Powers della Powers Technology. Tuttavia, qualche tempo dopo che Bruce si ritirò dalla sua carriera super eroistica, Powers riuscì a fondere le due società, creando la Wayne-Powers Enterprises. Powers utilizzò le risorse della compagnia per molte transazioni aziendali illegali, inclusa la creazione di armi biologiche per le nazioni nemiche. Dopo che l'identità criminale di Powers nei panni di Blight venne rivelata, suo figlio Paxton ne prese il posto come amministratore delegato. Paxton fu arrestato dopo aver tentato di assassinare Bruce Wayne e per numerosi furti d'arte. Infine, Bruce riuscì a reclamare la società come di sua sola proprietà.

### Teen Titans
In un episodio della serie animata Teen Titans, quando Robin sconfisse Slade, i quattro Titans rimanenti combatterono al fianco di Robin sul tetto della Wayne Enterprises, distruggendo le lettere "A" e "Y" nel combattimento.

### Gotham
Nella serie televisiva Gotham la società, dopo la morte dei coniugi Wayne, passa in mano ai dirigenti corrotti della Wayne Enterprises; infatti gran parte della serie gira attorno agli affari illegali dell'impresa multimilionaria.

### Powerless
Nella serie televisiva Powerless è una società di Dipartimento Ricerca e Sviluppo della Wayne Enterprises, specializzata in prodotti per la sicurezza dei civili che si ritrovano coinvolti nelle battaglie tra supereroi e supercattivi: tra Gotham City e Metropolis.

### Film

#### Serie di Burton e Schumacher

##### Batman(1989)
Nel film Batman del 1989, non si fa alcun riferimento ad una compagnia di famiglia posseduta da Bruce Wayne. All'inizio del film alla cena di presentazione di Harvey Dent, c'è una sedia vuota prenotata per Bruce Wayne (occupato nel suo lavoro notturno), suggerendo il suo finanziamento alla campagna di Dent. Nella scena del casinò a Villa Wayne, Vicky Vale gli chiese cosa facesse per vivere, ma, al momento di risponderle, fu interrotto da Alfred.

##### Batman - Il ritorno(1992)
Anche nel sequel del 1992, Batman - Il ritorno, non c'è alcun riferimento alla Wayne Enterprises. Tuttavia, Bruce viene mostrato ad una riunione con Max Shreck, suggerendo che fosse un azionario noto con numerose azioni nelle varie società per azioni e nelle holding company.

##### Batman Forever(1995)
In Batman Forever, la Wayne Enterprises viene mostrata in un piccolo accenno, in cui Bruce Wayne venne mostrato come capo dell'intera compagnia, mentre Fred Strickley era il capo della divisione di ricerca finché non venne assassinato da Edward Nigma, un impiegato della divisione. Bruce possiede anche un tunnel di trasporto sotto la sua scrivania nell'ufficio principale che lo trasporta direttamente a Villa Wayne.

#### Trilogia del cavaliere oscuro

##### Batman Begins(2005)
Nel film Batman Begins del 2005, il membro del consiglio d'amministrazione William Earle diresse la compagnia dopo la morte di Thomas e Martha Wayne. Assicurò a Bruce che la compagnia sarebbe stata in buone mani fino a che non sarebbe stato sufficientemente grande da assumerne la direzione. Tuttavia, dopo la scomparsa di Bruce per lunghi anni, Earle lo fece dichiarare legalmente morto così che potesse continuare nel suo proposito di trasformare la Wayne Enterprises in una società ad azionariato diffuso.
Quando Bruce finalmente ritornò a Gotham, non mostrò un interesse ovvio negli affari di famiglia. Gli fu offerto un generoso fondo fiduciario con cui vivere. Invece, scelse di lavorare nella divisione Scienze Applicate, utilizzando questo e il suo collaboratore, Lucius Fox, come rifornimento di equipaggiamento high-tech. Prese normalmente equipaggiamenti pensati per la milizia statunitense, inclusa un'armatura e il prototipo di un veicolo armaturizzato, e li utilizzò per creare un equipaggiamento adatto al combattimento al crimine. Alla fine del film, quando la Wayne Enterprises divenne un'azienda pubblica, Bruce rivelò di essere divenuto l'azionario di maggioranza grazie ad alcune agenzie di comodo che stabilì utilizzando il suo fondo fiduciario. Quindi licenziò Earle e inserì Fox come nuovo amministratore delegato.
Secondo la rubrica le 25 Più Grandi Compagnie Immaginarie della rivista Forbes, la Wayne Enterprises sembrò aver guadagnato un utile di 31,3 miliardi di dollari americani nel 2007.

##### Il cavaliere oscuro(2008)
Nel sequel del 2008, Il cavaliere oscuro, Lucius Fox rimane come amministratore delegato della Wayne Enterprises. La divisione ricerca e sviluppo della compagnia produsse speciali materiali e tessuti, sistemi satellitari giroscopici di navigazione elettromagnetici, agenti antiemorragici, radiazione di stampaggio tecnologico e lame rotanti di metallo composito difficilmente rintracciabili dai radar a corto raggio e disegni di speciali dispositivi acustici. Come in Batman Begins, Bruce Wayne continua a utilizzare le risorse della compagnia per aiutare la sua attività come Batman. Per esempio, fece tenere a Lucius Fox un incontro con un industriale cinese di nome Lau al fine di avere "un'occhiata più vicina" alle pratiche di affari di Lau e per confermare i suoi sospetti che Lau e la sua compagnia, la LSI Holdings, stesse cooperando con la mafia attraverso lo schema del riciclo di denaro pulito. Fece anche sì che Lucius costruisse dei nuovi componenti per un nuovo Batcostume. Batman utilizzò anche la tecnologia di stampa radioattiva per irradiare leggermente una grande quantità di dollari per i detective dell'Unità Emergenza Crimine del Dipartimento di Polizia di Gotham City al fine di rintracciare i soldi della mafia e identificare quale banca la stesse aiutando. Più avanti, Batman utilizzò la tecnologia sonar sviluppata da Fox al fine di rintracciare e catturare il Joker.
In più, una sotto trama del film coinvolse un fiduciario della Wayne Enterprises di nome Coleman Reese, che accidentalmente scoprì l'identità notturna di Bruce Wayne come Batman mentre ricontrollava i registri della compagnia, e tentò di ricattare sia lui che Fox. Quest'ultimo chiese a Reese se voleva veramente ricattare un uomo che lui credeva essere un vigilante che picchia le persone a mani nude. Successivamente, Wayne "accidentalmente" salvò Reese dall'attentato del Joker. Infine, tuttavia, Reese non diffuse la sua notizia.

#### Il cavaliere oscuro - Il ritorno(2012)
Nell'ultimo film della trilogia, Il cavaliere oscuro - Il ritorno, la Wayne Enterprises è sull'orlo della bancarotta a causa di un grosso investimento su un reattore a fusione per creare energia pulita a basso costo; Bruce Wayne ha bloccato i lavori dopo aver letto un articolo di uno scienziato russo che suggeriva la possibilità di trasformare il nucleo del reattore in una bomba a tempo; non avendo dato spiegazioni salvo fantomatici malfunzionamenti, Wayne e Lucius Fox (ancora al suo fianco come CEO della compagnia) devono gestire un consiglio d'amministrazione parzialmente ostile, in particolare il nuovo azionista John Daggett, un uomo con le mani in affari sporchi un po' ovunque. Daggett ha ingaggiato il mercenario Bane per mandare in bancarotta Bruce Wayne (effettuando un acquisto di azioni spazzatura tramite le sue impronte procurate dalla ladra Selina Kyle); il miliardario però ignora che il suo killer ha piani suoi per la Wayne Enterprises, piani che coinvolgono un altro azionista, la giovane Miranda Tate, investitrice che ha finanziato il progetto del reattore; quando Fox spiega che si vorrà tempo per dimostrare la frode (tempo che Bruce Wayne non ha perché sarà presto messo da parte), Wayne ordina a Fox di custodire l'equipaggiamento e i prototipi, portare Tate al reattore per mostrare che funziona e convincere il consiglio a sostenerla. Ma dietro l'identità di Miranda Tate si cela Talia, figlia segreta di Ra's al Ghul/Henri Ducard (defunto mentore di Batman) e vera mente dietro Bane; i due prendono il controllo di Gotham minacciando di usare il reattore/bomba al primo tentativo di penetrare o lasciare la città; inoltre Bane utilizza gli armamenti e i prototipi raccolti da Lucius Fox nel reparto Ricerche e Sviluppo dell'azienda. Alla fine, dopo la morte apparente di Bruce Wayne e di Batman, Fox viene mostrato in un laboratorio a controllare il software del Batwing, suggerendo che sia rimasto al suo precedente incarico.

#### DC Extended Universe

##### Batman v Superman: Dawn of Justice(2016)
Nel film Batman v Superman: Dawn of Justice Bruce Wayne è il capo della Wayne Enterprises, un palazzo della quale ha sede a Metropolis, venendo distrutto durante lo scontro tra Superman e Zod avvenuto nel precedente film; molto probabilmente l'organizzazione ha un'altra sede a Gotham City, la distruzione del suo palazzo e le relative morti dei suoi amici e colleghi è uno dei motivi che spingerà Batman a credere che Superman sia una minaccia da combattere.